# Ebb Tide (film, 1915)
Pour les articles homonymes, voir Ebb Tide.
Ebb Tide est un film muet américain réalisé par Colin Campbell et sorti en 1915.
Il s'agit de la première adaptation au cinéma du roman de Robert Louis Stevenson, Le Creux de la vague (1894).

## Fiche technique
- Réalisation : Colin Campbell
- Scénario : Lanier Bartlett, d'après Le Creux de la vague de Robert Louis Stevenson
- Producteur : William Nicholas Selig
- Société de production : Selig Polyscope Company
- Société de distribution : General Film Company
- Musique :
- Photographie :
- Montage :
- Format : noir et blanc - Aspect Ratio: 1.33 : 1 - 35 mm
- Genre : Film d'aventures
- Durée :
- Date de sortie : États-Unis : 8 juillet 1915

## Distribution
- Kathlyn Williams
- Wheeler Oakman
- Harry Lonsdale
- Martha Boucher